# Straß (Mainleus)
Straß ist ein Gemeindeteil des Marktes Mainleus im Landkreis Kulmbach (Oberfranken, Bayern). Straß liegt in der Gemarkung Schimmendorf.

## Geografie
Die Einöde liegt inmitten einer bewaldeten Anhöhe. Ein Anliegerweg führt nach Schimmendorf zur Kreisstraße KU 33 (0,8 km südöstlich).

## Geschichte
Der Ort wurde 1348 als „Straßenhauser“ erstmals urkundlich erwähnt. Er wurde an einer Hochstraße errichtet und erhielt daher seinen Namen. 1564 wurde der Ort im Lehenbuch Klosteramtes Kulmbach auch ausdrücklich als „das Gut uf der hohen Straß“ bezeichnet. Ursprünglich hatte das Kloster Langheim die Grundherrschaft über das Gut inne.
Gegen Ende des 18. Jahrhunderts gab es in Straß ein Anwesen. Das Hochgericht übte das bambergische Centamt Weismain aus. Die Grundherrschaft über das Gut hatte der bambergische Langheimer Amtshof.
Von 1797 bis 1810 unterstand der Ort dem Justiz- und Kammeramt Kulmbach. Mit dem Gemeindeedikt wurde Straß dem 1811 gebildeten Steuerdistrikt Kirchleus und der 1812 gebildeten Ruralgemeinde Kirchleus zugewiesen. Infolge des Zweiten Gemeindeedikts (1818) wurde der Ort in die neu gebildete Ruralgemeinde Schimmendorf umgemeindet. Im Zuge der Gebietsreform in Bayern wurde Straß am 1. Januar 1978 in Mainleus eingegliedert.

### Einwohnerentwicklung
| Jahr      | 001819 | 001861 | 001871 | 001885 | 001900 | 001925 | 001950 | 001961 | 001970 | 001987 |
| Einwohner | *      | 7      | 5      | 7      | 3      | 5      | 8      | 3      | 2      | 4      |
| Häuser    |        |        |        | 1      | 1      | 1      | 1      | 1      |        | 1      |
| Quelle    | [ 10 ] | [ 11 ] | [ 12 ] | [ 13 ] | [ 14 ] | [ 15 ] | [ 16 ] | [ 17 ] | [ 18 ] | [ 1 ]  |

## Religion
Straß ist seit der Reformation evangelisch-lutherisch geprägt und war ursprünglich nach St. Maria Magdalena (Kirchleus) gepfarrt, ab dem 19. Jahrhundert war die Pfarrei St. Maria, St. Petrus und Paulus (Gärtenroth) zuständig, seit der zweiten Hälfte des 20. Jahrhunderts ist es wieder nach Kirchleus gepfarrt.